# زرین‌آباد (خرم‌آباد)
زرین‌آباد روستایی سرسبز از توابع شهر زاغه شهرستان خرم‌آباد در استان لرستان ایران است.
روستای زرین آباد از روستاهای پر آب و با ظرفیت بالای آبی است که در جایگاه راهبردی پایین دست سد ایوشان (قائدرحمت) و به صورت حدودی بالاتر از محل تلاقی دو رودخانه‌ پر آب هادی و رودخانه فصلی گاو میر (با سرچشمه های سراب شیرخان و سراب خشکه(سراب گاومیر)) که از سرشاخه های رودخانه بزرگ کرخه هستند، قرار دارد.

## جمعیت
زرین آباد روستایی از دهستان قائدرحمت بخش زاغه شهرستان خرم آباد واقع در 10هزارگزی شمال باختری زاغه و 6هزارگزی شمال باختری(45کیلومتری) راه شوسه خرم آباد به بروجرد بوده و راه آن آسفالته است. ساکنان آن از طایفه چکمه سیاه هستند که در اصل از ایل باجولوند بوده و اکنون در میان طایفه دالوند و ایل باجولوند ساکن‌اند. برپایهٔ سرشماری مرکز آمار ایران، سرشماری عمومی نفوس و مسکن (۱۳۹۵) در سال ۱۳۹۵، جمعیت آن ۲۸۶ نفر (۷۲ خانوار) بوده‌است.